# Theodor Kirsch
Pour les articles homonymes, voir Kirsch (homonymie).
Theodor Franz Wilhelm Kirsch, né le 29 septembre 1818 à Düben, près de Torgau, et mort le 8 juillet 1889 à Dresde, est un entomologiste allemand de Saxe, spécialiste des coléoptères.

## Biographie
Kirsch poursuit sa carrière au musée zoologique royal de Dresde, où il devient conservateur du département d'entomologie.
Il a rédigé nombre d'articles à propos des insectes, certains en collaboration avec Ernst von Kiesenwetter.
À sa mort, sa collection est acquise pour moitié par le muséum de Beuthen en Haute-Silésie (devenue polonaise en 1945), et pour l'autre moitié par le musée zoologique de Dresde.

## Quelques publications
- 1865 Beiträge zur Käferfauna von Bogotá, Berl. Entomologische Zeitschrift, 9: pp. 40–104.
- 1875 Neue Käfer aus Malacca, Mitt. Kgl. Zool. Mus. Dresden, 1: pp. 3–34.
- 1876 Beitrag zur Kenntnis der Coleopteren-fauna von Neu Guinea, Mitt. Kgl. Zool. Mus. Dresden, 2: pp. 137–161.
- 1876 Beiträge zur Kenntnis der peruanischen Käferfauna auf Dr. Abendroth's Sammlungen basiert, Deutsch. Entomologische Zeitschrift, 20: pp. 81–133.
- 1877 en collaboration avec E. von Kiesenwetter. Die Käferfauna der Aukland-Inseln, nach Herm. Krone's Sammlungen beschrieben, Deutsche Entomologische Zeitschrift, 21: pp. 153–174
- 1883 Neue südamerikanische Käfer, Berl. Entomol. Zeitschrift, 27: pp. 187–213